# ナム・ダルム
ナム・ダルム（ハングル：남다름、2002年6月13日 - ）は、韓国の元子役、俳優。MAGIQUEエンターテインメント所属。

## 出演

### テレビドラマ
- 花より男子〜Boys Over Flowers（2009年、KBS2） - ユン・ジフ（幼少時代）役
- パートナー（2009年、KBS2）- イ・テジョ（少年時代）役
- 紅の魂（2009年、MBC） - キム・ユンオ（少年時代）役
- ヒーロー（2009年、MBC）- チェ・ハンギョル役
- 神と呼ばれた男（2010年、MBC） - チェ・ガンタ（少年時代）役
- トンイ（2010年、MBC） - ウンピョン君役（カメオ出演）
- シンデレラのお姉さん（2010年、KBS） - ホン・ギフン（少年時代）役
- 楽しい我が家（2010年、MBC） - イ・ミンジョ役
- 階伯（2011年、MBC） - キョギ（少年時代）役
- 素敵な人生づくり（2011年、SBS） - ナ・ファソン役
- 来た来た、マジで来た（2011年、MBN） - コ・チャニョン（少年時代）役
- アンニョン!コ・ボンシルさん（2011年、TV朝鮮） - チェ・スンユン役
- ラブ・アゲイン症候群（2012年、JTBC） - ジンホ役
- 追跡者（2012年、SBS） - カン・ミンソン役
- 馬医（2012年、MBC） - イ・ソンハ（少年時代）役
- おバカちゃん注意報～ありったけの愛～（2013年、SBS） - コン・ヒョンソク（少年時代）役
- 怪しい家政婦（2013年、SBS） - ウン・セギョル役[1]
- スリーデイズ～愛と正義～（2014年、SBS） - ハン・テギョン（少年時代）役
- ビッグマン（2014年、KBS2） - カン・ドンソク（少年時代）役[2]
- ピノキオ（2014年、SBS） - チェ・ダルポ（少年時代）役
- Heart to Heart～ハート・トゥ・ハート～（2015年、tvN） - コ・イソク（少年時代）役
- 華政（2015年、MBC） - イ・ドッギョン（少年時代）役
- 六龍が飛ぶ（2015年、SBS） - イ・バンウォン / 太宗（テジョン）（少年時代）役（第1話 - 第4話）[3]
- 六龍が飛ぶ（2015年、SBS） - イ・ド役（第50話）
- 記憶～愛する人へ～（2016年、tvN） - パク・ジョンウ役[4]
- 魔女宝鑑〜ホジュン、若き日の恋〜（2016年、JTBC） - ホ・ジュンの弟子役（カメオ出演）
- アントラージュ～スターの華麗なる人生～（2016年、tvN） - ワンホ役（カメオ出演）
- トッケビ〜君がくれた愛しい日々〜（2016年、tvN） - キム・スボク役（カメオ出演）
- 愛する泥棒（2017年、MBC） - チャン・ミンジェ（少年時代）役
- 王は愛する（2017年、MBC） - ワン・ウォン（少年時代）役
- あなたが眠っている間に（2017年、SBS） - チョン・ジェチャン（少年時代）役
- ただ愛する仲（2017年、JTBC） - イ・ガンドゥ（少年時代）役
- ラジオロマンス〜愛のリクエスト〜（2018年、KBS2） - ジ・スホ（少年時代）役
- ここに来て抱きしめて（2018年、MBC） - チェ・ドジン（少年時代）役
- 輝く星のターミナル（2018年、SBS） - イ・スヨン（少年時代）役
- 凍てついた愛（2019年、JTBC） - パク・ソンホ役[5]
- ホテルデルーナ～月明かりの恋人～（2019年、tvN） - 大洞井神（水の霊）役（カメオ出演）
- 悪魔がお前の名前を呼ぶとき（2019年、tvN） - テガン（少年時代）役
- 半分の半分～声で繋がる愛～（2020年、tvN） - ムン・ハウォン（少年時代）役[6]
- スタートアップ: 夢の扉（2020年、tvN） - ハン・ジピョン（少年時代）役
- プライバシー戦争（2020年、JTBC） - キム・ジェウク（少年時代）役
- ある日、私の家の玄関に滅亡が入ってきた（2021年、tvN） - グィ・コンジャ役
- 優秀巫女カ・ドゥシム（2021年、kakaoTV） - ナ・ウス役[7]
- 怪異（2022年、TVING） - ハン・ドギョン役[8]
- アンナラスマナラ -魔法の旋律-（英題：The Sound of Magic）（2022年、Netflix） - リウル（少年時代）役

### 映画
- 君に泳げ!（2013年） - チョン・ウサン（少年時代）役
- 群盗（2014年） - チョ・ユン（少年時代）役
- いつか家族に（2015年） - イルラク役
- 明日の時間（2016年）
- 第8日の夜（2021年） - チョンソク役[9]
- 奈落のマイホーム（2021年）

## 受賞・ノミネート

### 受賞
- 2015 第4回 APANスターアワード 子役賞（『ピノキオ』）
- 2017 第36回 MBC演技大賞 子役賞（『王は愛する』）
- 2018 第32回 KBS演技大賞 子役賞（『ラジオロマンス〜愛のリクエスト〜』）
- 2018 2018今年のブランド大賞 子役賞

### ノミネート
- 2017 第25回 SBS演技大賞 子役賞（『あなたが眠っている間に』）
- 2021 第42回青龍映画賞 新人俳優賞（『奈落のマイホーム』）[10]